# Mundu (Tulung)
Mundu is een bestuurslaag in het regentschap Klaten van de provincie Midden-Java, Indonesië. Mundu telt 2716 inwoners (volkstelling 2010).